# 別闖陰陽界
《別闖陰陽界》（英語：Flatliners）是一部1990年美國科幻心理恐怖片，內容是五名醫學院的學生執行『瀕死經驗』的試驗過程，這過程將觸發參與者本身過去的悲劇黑暗歷程；並逐漸危及他們的生活。
由喬伊·舒麥雪（Joel Schumacher）執導，彼得·費拉爾迪（Peter Filardi）撰寫劇本。主演包括基夫·修打蘭、凱文·貝肯、茱莉娅·罗伯茨等。
2017年以同名電影的方式重拍。

## 外部連結
- 互联网电影数据库（IMDb）上《別闖陰陽界》的资料（英文）
- AllMovie上《別闖陰陽界》的资料（英文）
- 爛番茄上《別闖陰陽界》的資料（英文）